# Морфологічний розбір
Морфологічний розбір — розбір, покликаний посприяти засвоєнню і систематизації ознак частин мови, їхніх граматичних категорій, виробленню міцних практичних навичок словозміни іменних слів і дієслова, підготовці до вивчення синтаксису як учення про зв'язки слів у словосполученні й реченні.
При морфологічному розборі слова визначають його початкову форму (для змінюваних), морфологічні ознаки та синтаксичну функцію.

## За частинами мови

### Іменник
В іменнику визначають початкову форму, число (однина чи множина), відмінок, синтаксичну роль (якщо він у реченні), рід, істота чи не істота, загальна чи власна, вказати відміну (І, ІІ або ІІІ)

### Прикметник
У прикметнику визначають початкову форму, число (однина чи множина), відмінок, розряд за значенням (якісний, відносний чи присвійний), синтаксичну роль (якщо він у реченні).

### Числівник
У числівнику визначають початкову форму, характер будови (простий чи складений), розряд за значенням (кількісний, дробовий, збірний чи порядковий), відмінок, рід, число членів (якщо має), синтаксичну роль (якщо він у реченні).

### Займенник
У займеннику визначають початкову форму, розряд за значенням (особовий, зворотний тощо) та за співвіднесеністю з іменними словами (іменникові, прикметникові, числівникові), рід і число (якщо має), відмінок, синтаксичну роль

### Дієслово
У дієслові визначають початкову форму (інфінітив) і форму, в якій виступає дієслово (особова, безособова, дієприкметник, дієприслівник), визначають вид, перехідність, зворотність, спосіб, час (для форм дійсного способу), особу, число, синтаксичну роль (якщо воно в реченні).
При розборі дієприкметника та дієприслівника визначають вид, перехідність, час; у дієприкметнику — також рід, число, відмінок.

### Прислівник
У прислівнику визначають розряд за значенням, похідність, ступінь порівняння (у якісно-означальних прислівниках).

### Прийменник
У прийменнику визначають характер будови (простий чи складний або складений), непохідність (первинний) чи похідність (від якого слова), з яким відмінком вжитий.

### Сполучник
У сполучнику визначають характер будови (простий чи складений), сурядний (єднальний, протиставний, розділовий) чи підрядний і що поєднує.

### Частка, вигук
У частці й вигуку визначають розряд за значенням.